# 私部
私部（きさいちべ、きさきべ、きさいべ、きさべ)とは、大王（天皇)の后妃のために置かれた部。

## 概要
史料では、『日本書紀』巻第二十敏達天皇の項目に「六年の二月の甲辰の朔に、詔(みことのり)して、日祠部（ひのまつりべ）・私部（きさいちべ）を置く」(577年)、と掲載されているのが初出である。「きさいちべ」という訓は、『釈日本紀』にも現れる古い読み方で、「きさきチべ」のイ音便化である。「ち」は「下(毛)野国」・「中津川」などの「つ」と同義で、所有格「の」であろうと思われる。よって、「きさいちべ」とは「皇后の部」という意味になる。
皇后や大王の一族の生活は、おのおの名代の民が設置され、そこからの収入により賄われてきた。例として、仁徳天皇の皇后、磐之媛命(いわのひめのみこと)の「葛城(かずらきべ)」、允恭天皇の后妃、忍坂大中姫(おしさかのおおなかつひめ)の「忍坂部(刑部、おしさかべ)」、衣通郎姫(そとおりいらつめ)の「藤原部」、雄略天皇の皇后である草香幡梭姫皇女の「太草香部(おおくさかべ)(日下部、くさかべ)」などが見られた。
6世紀後半には、官司制度も整い、皇后・妃の地位が確立し、改めて「私部」が設置されることになった。同時に、各地では私部首（おびと）・直（あたい）・造（みやつこ）がその管理に従事することになり、地領や部民に由来し訓みや字を変えた地名が現在も残るところがある（大阪府交野市私市や私市駅、鳥取県八頭町の私都川など。京都府の福知山市、綾部市にも地名がある。かつて埼玉県にあった騎西町は武蔵七党の私市党に因む）。
後鳥羽上皇の配流伝説で有名な三次市吉舎町(きさちょう)は、「私部」に由来するものであり、上皇が良い文字を選んだものである。後鳥羽院尊儀や、「王貫峠(おうぬきだわ)」・「皇渡(おうわたり)」・「仮屋谷(かりやだに)」・「皇宇根(おううね)」・「仁多町」・「三成(御或)」など、付近には上皇に関連する史跡や地名が残されている。

## 参考資料
- 永原慶二監修『岩波日本史辞典』岩波書店、1999年
- 『日本書紀』(四)「岩波文庫」、1999年